# Plivanje na OI 1952.

## Pojedinačna natjecanja

### 100 m slobodno
| Mjesto | Država  | Plivač         | Vrijeme |
| ------ | ------- | -------------- | ------- |
| 1.     | SAD     | Clarke Scholes | 57,4 s  |
| 2.     | Japan   | Hiroshi Suzuki | 57,4 s  |
| 3.     | Švedska | Göran Larsson  | 58,2 s  |

| Mjesto | Država     | Plivačica         | Vrijeme    |
| ------ | ---------- | ----------------- | ---------- |
| 1.     | Mađarska   | Katalin Szőke     | 1:06,8 min |
| 2.     | Nizozemska | Johanna Termeulen | 1:07,0 min |
| 3.     | Mađarska   | Judit Temes       | 1:07,1 min |

### 400 m slobodno
| Mjesto | Država    | Plivač           | Vrijeme    |
| ------ | --------- | ---------------- | ---------- |
| 1.     | Francuska | Jean Boiteux     | 4:30,7 min |
| 2.     | SAD       | Ford Konno       | 4:31,3 min |
| 3.     | Švedska   | Per-Olof Östrand | 4:35,2 min |

| Mjesto | Država   | Plivačica       | Vrijeme    |
| ------ | -------- | --------------- | ---------- |
| 1.     | Mađarska | Valéria Gyenge  | 5:12,1 min |
| 2.     | Mađarska | Éva Novák       | 5:13,7 min |
| 3.     | SAD      | Evelyn Kawamoto | 5:14,6 min |

### 1500 m + 800 m slobodno
| \| Mjesto \| Država \| Plivač \| Vrijeme \| \| ------ \| ------ \| --------------- \| ----------- \| \| 1. \| SAD \| Ford Konno \| 18:30,3 min \| \| 2. \| Japan \| Shiro Hashizume \| 18:41,4 min \| \| 3. \| Brazil \| Tetsuo Okamoto \| 18:51,3 min \| | Natjecanje nije bilo u programu OI. |                 |             |
| Mjesto | Država                              | Plivač          | Vrijeme     |
| 1. | SAD                                 | Ford Konno      | 18:30,3 min |
| 2. | Japan                               | Shiro Hashizume | 18:41,4 min |
| 3. | Brazil                              | Tetsuo Okamoto  | 18:51,3 min |

### Leđni stil
| Mjesto | Država    | Plivač            | Vrijeme    |
| ------ | --------- | ----------------- | ---------- |
| 1.     | SAD       | Yoshinobu Oyakawa | 1:05,4 min |
| 2.     | Francuska | Gilbert Bozon     | 1:06,2 min |
| 3.     | SAD       | Jack Taylor       | 1:06,5 min |

| Mjesto | Država       | Plivačica       | Vrijeme    |
| ------ | ------------ | --------------- | ---------- |
| 1.     | Južna Afrika | Joan Harrison   | 1:14,3 min |
| 2.     | Nizozemska   | Geertje Wielema | 1:14,5 min |
| 3.     | Novi Zeland  | Jean Stewart    | 1:15,8 min |

### Prsni stil
| Mjesto | Država     | Plivač           | Vrijeme    |
| ------ | ---------- | ---------------- | ---------- |
| 1.     | Australija | John Davies      | 2:34,4 min |
| 2.     | SAD        | Bowen Stassforth | 2:34,7 min |
| 3.     | Njemačka   | Herbert Klein    | 2:35,9 min |

| Mjesto | Država                 | Plivačica     | Vrijeme    |
| ------ | ---------------------- | ------------- | ---------- |
| 1.     | Mađarska               | Éva Székely   | 2:51,7 min |
| 2.     | Mađarska               | Éva Novák     | 2:54,4 min |
| 3.     | Ujedinjeno Kraljevstvo | Elenor Gordon | 2:57,6 min |

## Štafetna natjecanja

### Slobodni stil
| Mjesto | Država    | Plivači                                                       | Vrijeme    |
| ------ | --------- | ------------------------------------------------------------- | ---------- |
| 1.     | SAD       | Wayne Moore William Woolsey Ford Konno James McLane           | 8:31,1 min |
| 2.     | Japan     | Hiroshi Suzuki Yoshihiro Hamaguchi Toru Goto Teijiro Tanikawa | 8:33,5 min |
| 3.     | Francuska | Joseph Bernardo Aldo Eminente Alexandre Jany Jean Boiteux     | 8:45,9 min |

| Mjesto | Država     | Plivačice                                                                   | Vrijeme    |
| ------ | ---------- | --------------------------------------------------------------------------- | ---------- |
| 1.     | Mađarska   | Ilona Novák Judit Temes Éva Novák Katalin Szőke                             | 4:24,4 min |
| 2.     | Nizozemska | Marie-Louise Linssen Cornelia van Voorn Johanna Termeulen Irma Schumacher   | 4:29,0 min |
| 3.     | SAD        | Jacqueline La Vine Mary Louise Stepan Joan Alderson-Rosazza Evelyn Kawamoto | 4:30,1 min |